# كرسول حقلي
كرسول سهلي (الاسم العلمي:Crassula campestris) هو نوع نباتي يتبع جنس الكرسول من فصيلة الكرسولية.